# Dane Davis
Dane Davis é um sonoplasta estadunidense. Venceu o Oscar de melhor edição de som na edição de 1999 por Matrix. Ele também é conhecido por seu trabalho de montagem na série Sense8.